# العلاقات اليمنية الباربادوسية
العلاقات اليمنية الباربادوسية هي العلاقات الثنائية التي تجمع بين اليمن وباربادوس.

## مقارنة بين البلدين
هذه مقارنة عامة ومرجعية للدولتين:
| وجه المقارنة                                              | اليمن         | باربادوس       |
| --------------------------------------------------------- | ------------- | -------------- |
| المساحة (كم2)                                             | 555.00 ألف    | 439            |
| عدد السكان (نسمة)                                         | 28.25 مليون   | 285.72 ألف     |
| الكثافة السكانية (ن./كم²)                                 | 50.9          | 65.08 ألف      |
| العاصمة                                                   | صنعاء، عدن    | بريدج تاون     |
| اللغة الرسمية                                             | اللغة العربية | لغة إنجليزية   |
| العملة                                                    | ريال يمني     | دولار بربادوسي |
| الناتج المحلي الإجمالي (بليون دولار)                      | 18.21 مليار   | 4.80 مليار     |
| الناتج المحلي الإجمالي (تعادل القوة الشرائية) بليون دولار | 75.69 مليار   | 4.66 مليار     |
| الناتج المحلي الإجمالي الاسمي للفرد دولار أمريكي          | 1.41 ألف      | 15.43 ألف      |
| الناتج المحلي الإجمالي للفرد دولار أمريكي                 |               | 16.06 ألف      |
| مؤشر التنمية البشرية                                      | 0.498         | 0.795          |
| رمز المكالمات الدولي                                      | +967          | +1246          |
| رمز الإنترنت                                              | .ye           | .bb            |
| المنطقة الزمنية                                           | ت ع م+03:00   | 00             |

## منظمات دولية مشتركة
يشترك البلدان في عضوية مجموعة من المنظمات الدولية، منها:
| علم المنظمة | اسم المنظمة                               | تاريخ انضمام اليمن | تاريخ انضمام باربادوس |
| ----------- | ----------------------------------------- | ------------------ | --------------------- |
|             | يونسكو                                    | 2 أبريل 1962       | 24 أكتوبر 1968        |
|             | مؤسسة التمويل الدولية                     | 22 مايو 1970       | 25 يونيو 1980         |
|             | المركز الدولي لتسوية المنازعات الاستشارية | 20 نوفمبر 2004     | 1 ديسمبر 1983         |
|             | منظمة حظر الأسلحة الكيميائية              | ?                  | ?                     |
|             | مؤسسة التنمية الدولية                     | 22 مايو 1970       | 29 سبتمبر 1999        |
|             | وكالة ضمان الاستثمار متعدد الأطراف        | 12 مارس 1996       | 12 أبريل 1988         |
|             | الاتحاد البريدي العالمي                   | ?                  | ?                     |
|             | الاتحاد الدولي للاتصالات                  | 1931               | 16 أغسطس 1967         |
|             | منظمة الشرطة الجنائية الدولية             | ?                  | ?                     |
|             | الأمم المتحدة                             | 30 سبتمبر 1947     | 9 ديسمبر 1966         |
|             | البنك الدولي للإنشاء والتعمير             | 3 أكتوبر 1969      | 12 سبتمبر 1974        |

## وصلات خارجية
- موقع وزارة الخارجية الباربادوسية